# Championnat de Slovaquie de football 2003-2004
Navigation
Saison précédente Saison suivante
La saison 2003-2004 du Championnat de Slovaquie de football était la 11e édition de la Slovak Superliga, le championnat de première division de Slovaquie. Les 10 meilleurs clubs du pays sont regroupés au sein d'une poule unique où chaque formation rencontre quatre fois tous ses adversaires, deux fois à domicile et deux fois à l'extérieur. Le dernier du classement en fin de saison est relégué et remplacé par le club champion de deuxième division.
Le MSK Zilina, double tenant du titre, finit en tête du championnat et remporte le 3e titre de champion de Slovaquie de son histoire. Il devance à la différence de buts le promu, le Dukla Banska Bystrica.

## Les 10 clubs participants
- Slovan Bratislava
- Inter Bratislava
- Tatran Presov
- FK ZTS Dubnica
- AS Trencin
- MSK Zilina
- Matador Puchov
- Dukla Banska Bystrica - Promu de D2
- MFK Ružomberok
- FC Artmedia Bratislava

## Compétition

### Classement
Le barème de points servant à établir le classement se décompose ainsi :
- Victoire : 3 points
- Match nul : 1 point
- Défaite : 0 point

| Rang | Équipe                    | Pts | J  | G  | N  | P  | Bp | Bc | Diff |
| ---- | ------------------------- | --- | -- | -- | -- | -- | -- | -- | ---- |
| 1    | MSK Zilina (T)            | 64  | 36 | 17 | 13 | 6  | 62 | 35 | +27  |
| 2    | Dukla Banska Bystrica (P) | 64  | 36 | 17 | 13 | 6  | 58 | 36 | +22  |
| 3    | MFK Ružomberok            | 55  | 36 | 15 | 10 | 11 | 53 | 47 | +6   |
| 4    | Spartak Trnava            | 53  | 36 | 15 | 8  | 13 | 46 | 46 | 0    |
| 5    | AS Trenčín                | 48  | 36 | 13 | 9  | 14 | 37 | 43 | -6   |
| 6    | FK ZTS Dubnica            | 46  | 36 | 12 | 10 | 14 | 41 | 42 | -1   |
| 7    | Inter Bratislava          | 45  | 36 | 12 | 9  | 15 | 38 | 44 | -6   |
| 8    | FC Artmedia Petržalka (C) | 44  | 36 | 10 | 14 | 12 | 43 | 44 | -1   |
| 9    | Matador Púchov            | 39  | 36 | 10 | 9  | 17 | 34 | 54 | -20  |
| 10   | Slovan Bratislava         | 29  | 36 | 6  | 11 | 19 | 37 | 58 | -21  |

|  | Qualifié pour la Ligue des Champions 2004-2005                                            |
|  | Qualifié pour la Coupe UEFA 2004-2005                                                     |
|  | Qualifié pour la Coupe Intertoto 2004                                                     |
|  | Relégation en deuxième division                                                           |
|  | (T) : Tenant du titre (C) : Vainqueur de la Coupe de Slovaquie (P) : Promu de 2e division |

## Bilan de la saison
| Championnat de Slovaquie de football 2003-2004 |                       |
| Champion                                       | MSK Zilina (3e titre) |
| Coupes et trophées                             |                       |
| Vainqueur de la Coupe de Slovaquie 2003-2004   | FC Artmedia Petrzalka |
| Qualifications continentales                   |                       |
| Ligue des champions 2004-2005                  | MSK Zilina            |
| Coupe UEFA 2004-2005                           | FC Artmedia Petrzalka |
| Coupe UEFA 2004-2005                           | Dukla Banska Bystrica |
| Coupe Intertoto 2004                           | Spartak Trnava        |
| Coupe Intertoto 2004                           | FK ZTS Dubnica        |
| Promotions et relégations                      |                       |
| Promus en Slovak Superliga                     | FC Rimavska Sobota    |
| Relégués en Slovak First League                | Slovan Bratislava     |